# Trollskär (vid Högsåra, Kimitoön)
Trollskär är en ö i Finland. Den ligger i Skärgårdshavet och i kommunen Kimitoön i landskapet Egentliga Finland, i den sydvästra delen av landet. Ön ligger omkring 54 kilometer söder om Åbo och omkring 150 kilometer väster om Helsingfors.
Öns area är 5,6 hektar och dess största längd är 380 meter i sydväst-nordöstlig riktning.